# مهدی زیدوند
مهدی زیدوند (زاده ۲۱ مرداد ۱۳۷۱ در اندیمشک) کشتی‌گیر فرنگی‌کار تیم ملی ایران است. از افتخارات وی می توان به مدال برنز و نقره مسابقات قهرمانی کشتی آسیا ۲۰۱۶ و مسابقات قهرمانی کشتی آسیا ۲۰۱۳ و برنز بازی‌های همبستگی کشورهای اسلامی ۲۰۱۷ اشاره کرد.

## فعالیت حرفه‌ای ورزشی

### قهرمانی آسیا ۲۰۱۳
مهدی زیدوند با پیروزی بر حریفانی از قرقیزستان و ژاپن راهی دیدار پایانی شد. زیدوند در دیدار فینال مقابل کیم جی هیون از کره جنوبی نتیجه را واگذار کرد و نایب قهرمان شد.

### قهرمانی جهان ۲۰۱۵
مهدی زیدوند فرنگی‌کار وزن ۶۶ کیلوگرم کشورمان در نخستین تجربه حضور در رقابت‌های جهانی مقابل استفان لوای از اسلواکی دارنده مدال برنز اروپا در حالی که قصد بارانداز داشت، در یک لحظه غفلت کرد و عقربک شد و ۲ امتیاز در تایم اول از دست داد. در تایم دوم زیدوند مقابل حریف کنده‌اش کشیده شد و ۴ بر صفر عقب افتاد و شکست خورد. زیدوند با توجه به شکست لوای اسواکیایی مقابل شماگی بولکوادزه از گرجستان در مرحله یک هشتم نهایی از دور رقابت‌ها کنار رفت.

### قهرمانی آسیا ۲۰۱۶
مهدی زیدوند پس از استراحت در دور نخست،  در دور دوم مغلوب حریفی از کره جنوبی شد. در دیدار رده بندی قهرمانی آسیا به مصاف گوانگ ژانگ از چین رفت و با نتیجه ۵ بر ۲ پیروز شد و به مدال برنز رقابتهای قهرمانی قاره کهن دست یافت.

### بازیهای همبستگی کشورهای اسلامی ۲۰۱۷
مهدی زیدوند پس از استراحت در دور نخست در دور دوم مقابل کامران ممدوف قهرمان جوانان جهان و دارنده مدال برنز اروپا، از آذربایجان رفت و با نتیجه ۶ بر صفر مغلوب این کشتی گیر شد. اما با توجه به حضور این کشتی گیر در دیدار فینال، زیدوند به دیدار رده بندی رفت. زیدوند در دیدار رده بندی به مصاف میرزابک رحمت اف از ازبکستان رفت و با نتیجه یک  بر صفر به پیروزی رسید و صاحب مدال برنز شد.